# Simon Yam
Simon Yam Tat-Wah (cinese tradizionale: 任達華; cinese semplificato: 任达华; pinyin: Rén Dáhuá; Hong Kong, 19 marzo 1955) è un attore e produttore cinematografico cinese di Hong Kong.

## Biografia
Il padre di Yam, capitano di una nave della polizia reale di Hong Kong fu 
assassinato da un suo collega, era a sua volta figlio di un altro ufficiale di polizia hongkonghese con origini cinesi dello Shandong. Continuando la tradizione familiare il fratello di Simon, Yam Tak-Wing, è Commissario Deputato di polizia.
La carriera del giovane Yam iniziò come modello, e passò ad attore solamente a metà degli anni '70. Nello stesso periodo egli firmò un contratto con l'emittente televisiva TVB, grazie al quale iniziò a recitare come attore protagonista e di supporto in un certo numero di serie televisive, prima di trasferirsi al grande schermo nel 1987.

### Carriera
Nel 1989, Simon ha recitato nella co-produzione nippo-hongkonghese Bloodfight, in lingua inglese. Nel 1990 prende parte al film sulla guerra del Vietnam di John Woo Bullet in the Head, nel ruolo di Luke. Il 1992 fu l'anno del primo riconoscimento di Yam da parte della critica, grazie al ruolo del giudice maniacale nel film Full Contact, nel quale figura la memorabile scena del suo sanguinoso combattimento con il personaggio interpretato da Chow Yun-Fat.
Nel 1993 egli ha interpretato Dhalsim in Future Cops parodia del film Street Fighter - Sfida finale, adattamento cinematografico hongkonghese del popolare videogioco dallo stesso nome. Al 1996 risale il primo capitolo della prima saga in cui Yam ha recitato, Young and Dangerous, nel ruolo di Chiang Tin-Sung, il capo della triade Hung Hing. Nel 2000 Yam ha interpretato il re dei vampiri nella serie televisiva della ATV My Date with a Vampire 2, mentre tre anni dopo egli avrebbe recitato nel suo primo lungometraggio hollywoodiano, Lara Croft: Tomb Raider - La culla della vita al fianco di Angelina Jolie interpretando il mafioso Chen Lo, capo della banda degli Shay Ling. 
Simon è sposato con Qi Qi, modella internazionale con il quale ha una figlia, Ella.

## Premi e riconoscimenti
Hong Kong Film Awards
- 16esimi - Nomination come "Miglior Attore di Supporto" per The Be No. 1
- 20esimi - Nomination come "Miglior Attore di Supporto" per Juliet in Love
- 21esimi - Nomination come "Miglior Attore di Supporto" per Midnight Fly
- 23esimi - Nomination come "Miglior Attore" per PTU
- 25esimi - Nomination come "Miglior Attore" per Election
- 27esimi - Nomination come "Miglior Attore di Supporto" per Election 2
- 27esimi - Nomination come "Miglior Attore" per Eye in the Sky
- 28esimi - Nomination come "Miglior Attore" per Sparrow
- 29esimi - Nomination come "Miglior Attore" per Night and Fog
- 29esimi - Nomination come "Miglior Attore" per Echoes of the Rainbow

Golden Horse Awards
- Nomination come "Miglior Attore" per PTU

Golden Bauhinia Awards
- "Miglior Attore" per PTU
- "Miglior Attore" per Election

Asia Pacific Screen Awards
- "Miglior Performance di Recitazione" per Sparrow

## Filmografia

### Cinema
- Sangue caldo (Ru ce), regia di Kuen Yeung (1977)
- Chu shu, regia di Yu Ha (1977)
- Da qiang te chang, regia di Yu Lee (1978)
- Jia fa, regia di Alan Tang e Stanley Wing Siu (1979)
- Fa qiong e, regia di Stanley Wing Siu (1979)
- Meng zai Sha mei miao zhen tan, regia di Wui Ng e Ping To (1979)
- Yu huo fen qin, regia di Shing-Hon Lau (1979)
- Jin shou zhi, regia di Chung Wang (1980)
- Xian ren, regia di Yee-Hung Lam (1981)

- Meng long fu xing, regia di Yee-Hung Lam e Pasan Leung (1981)
- Payuk Rai 6 Paek Din, regia di Vinik Pakdivijit (1981)
- Leng xue hong fan, regia di Chi Lo (1982)
- Yeh ging wan, regia di Po-Chih Leong (1982)
- Huo pin you jian qu, regia di Ha Huang (1983)
- Gui zhan, regia di Ming-Cheung Chin (1984)
- Tongs - Battaglia a Chinatown (Tong hau goo si), regia di Philip Chan (1986)
- Zai jian ma mi, regia di David Lam (1986)
- The Big Brother (1987)
- Tiger Cage (1988)
- Osmanthus Alley (1988)
- Burning Snow (1988)
- Mistaken Identity (1988)
- Woman Prison (1988)
- Live Hard (1989)
- Burning Ambition (1989)
- Lucky Star (1989)
- Chinese Cop Out (1989)
- Framed (1989)
- The Wild Ones (1989)
- Mr. Coconut (1989)
- Final Run (1989)
- Four Loves (1989)
- Big Man Little Affair (1989)
- Bloodfight (1989)
- Bullet in the Head, regia di John Woo (1990)
- Killer's Romance (1990)
- Hong Kong Gigolo (1990)
- The Cyprus Tigers (1990)
- Fatal Termination (1990)
- Return Engagement (1990)
- Doctor's Heart (1990)
- The Plot (1991)
- Bullet for Hire (1991)
- The Great Pretenders (1991)
- Gigolo and Whore (1991)
- Black Cat (1991)
- Deadly Deal (1991)
- Sea Wolves (1991)
- Queen's High (1991)
- The Good, the Bad, and the Bandit (1991)
- Mission of Condor (1991)
- The Banquet (1991)
- Guns N' Roses (1992)
- Gigolo & Whore II (1992)
- Cash On Delivery (1992)
- Once Upon A Time A Hero in China (1992)
- Dr. Lamb (1992)
- Friday Gigolo (1992)
- The Night Rider (1992)
- Chiluo gaoyang (赤裸羔羊), regia di Clarence Fok (1992)
- Powerful Four (1992)
- Full Contact (1993)
- Holy Weapon (1993)
- Killer's Love (1993)
- The Incorruptible (1993)
- Killer's Love (1993)
- A Day Without Policeman (1993)
- Insanity (1993)
- Can't Stop My Crazy Love For You (1993)
- Love Among the Triad (1993)
- The First Shot (1993)
- Warriors: The Black Panther (1993)
- Street Fighter - Sfida finale (1993)
- Prince of Portland Street (1993)
- Final Judgment (1993)
- Run & Kill (1993)
- Raped by an Angel (1993)
- Rose Rose I Love You (1993)
- The True Hero (1994)
- Awakening (1994)
- Tragic Fantasy - Tiger of Wanchai (1994)
- Drunken Master III (1994)
- Crystal Fortune Run (1994)
- Crossings (1994)
- The Devil's Box (1994)
- Passion 1995 (1995)
- Twist (1995)
- Police Confidential (1995)
- Dragon Killer (1995)
- Because of Lies (1995)
- Love, Guns, and Glass (1995)
- Story of a Robber (1995)
- Farewell to My Dearest (1995)
- Ghostly Bus (1995)
- Man Wanted (1995)
- King of Robbery (1996)
- Bloody Friday (1996)
- To Be No. 1 (1996)
- All of a Sudden (1996)
- Street Angels (1996)
- Scared Memory (1996)
- Young and Dangerous (1996)
- Young and Dangerous 2 (1996)
- Young and Dangerous 3 (1996)
- The Suspect (1998)
- Operation Billionaire (1998)
- Expect the Unexpected (1998)
- Casino (1998)
- Hitman (1998)
- The Mission (1999)
- The Legend of Speed (1999)
- Night Club (1999)
- Trust Me U Die (1999)
- Juliet in Love (2000)
- Model from Hell (2000)
- Horoscope II: The Woman from Hell (2000)
- To Where He Belongs (2000)
- Deathnet.com (2000)
- Cold War (2000)
- Man Wanted 3 (2000)
- Midnight Fly (2001)
- Fulltime Killer (2001)
- Final Romance (2001)
- My Left Eye Sees Ghosts (2002)
- Partners (2002)
- Lara Croft: Tomb Raider - La culla della vita (2003)
- Looking for Mr. Perfect (2003)
- PTU (2003)
- Eternal Flame of Fatal Attraction (2003)
- Breaking News (2004)
- Wake of Death (2004)
- Mob Sister (2005)
- Election (2005)
- The Unusual Youth (2005, cameo non accreditato)
- Outback (2005)
- SPL (aka Kill Zone negli USA, 2005)
- Dragon Squad (2005)
- Election 2 (aka Triad Election negli USA, 2006)
- Exiled (2006)
- Eye in the Sky (2007)
- Triangle (2007)
- Exodus (2007)
- Sasori (2008)
- Ballistic (2008)
- Fatal Move (2008)
- Sparrow (2008)
- Ocean Flame (2008)
- Tactical Unit - Human Nature (2008)
- Tactical Unit - No Way Out (2008)
- Tactical Unit - The Code (2008, film TV)
- Ip Man (2008)
- Tactical Unit - Partners (2009)
- Tactical Unit - Comrades in Arms (2009, film TV)
- Night & Fog (2009)
- Vengeance (2009)
- The Storm Warriors (2009)
- Bodyguards and Assassins (2009)
- Black Ransom (2010)
- Bad Blood (2010)
- Echoes of the Rainbow (2010)
- The Blood Bond (2010)
- Ip Man 2 (2010)
- Man of Tai Chi (2013)
- Iceman (2014)
- Kill Zone - Ai confini della giustizia (2015)
- Iceman - I cancelli del Tempo (2018)

### Produzioni
- Ocean Flame (2008)

### Serie televisive
- Return of Condor Hero (1984)
- The Adventures of Chor Lau Heung (1984)
- Reincarnated Princess (1985)
- New Heavenly Sword and Dragon Sabre (1986)
- Tokyo Juliet (2006)

## Doppiatori italiani
- Giorgio Bonino in The Mission, Election
- Francesco Prando in Ip Man, Ip Man 2
- Vittorio Guerrieri in PTU
- Antonio Angrisano in Wake of Death - Scia di morte
- Luca Biagini in Exiled
- Enzo Avolio in Bodyguards and Assassins
- Ennio Coltorti in Man of Tai Chi
- Donato Sbodio in Kill Zone - Ai confini della giustizia
- Germano Basile in Bullet to the Head (doppiaggio tardivo)